# Ilko Struk
Ilko (Ilj) Struk, ros. Илько (Илья) Струк (ur. w grudniu 1896 r. w powiecie czarnobylskim, zm. ?) – rosyjski, a następnie ukraiński wojskowy, antybolszewicki watażka partyzancki.
Ukończył szkołę ziemską w Czarnobylu, po czym pracował półtora roku jako wiejski nauczyciel. Po wybuchu I wojny światowej został zmobilizowany do armii rosyjskiej. Służył jako marynarz na okręcie wojennym „Sztandart” Floty Bałtyckiej. W 1916 r. ukończył szkołę junkierską, uzyskując stopień praporszczika. Po rewolucji lutowej 1917 r. sformował w rejonie Czarnobyla ochotniczy oddział „wolnego kozactwa”. Na pocz. 1918 r. przyłączył się do wojsk atamana Symona Petlury, walcząc przeciwko oddziałom bolszewickim w rejonie Czarnobyla i Kijowa. Po ustanowieniu Hetmanatu pod koniec kwietnia tego roku, poparł hetmana Pawło Skoropadskiego. W listopadzie zorganizował na północy Kijowszczyzny 2-tysięczny oddział powstańczy, ponownie stając po stronie atamana S. Petlury. W grudniu został aresztowany przez „petlurowców” pod zarzutem uprawiania rabunku i rozboje na miejscowej ludności. Wkrótce zbiegł z więzienia, po czym w lutym 1919 r. przyłączył się ze swoim oddziałem do wojsk bolszewickich jako 20 Pułk Sowiecki. Skierowano go w rejon Borodzianki. Jednakże już w marcu tego roku zdezerterował, działając odtąd jako niezależny watażka. Wiosną 1919 r. utworzył w rejonie zajętego Czarnobyla własne „państewko”. Przemianował swoje oddziały na 1 Armię Powstańczą, która „zasłynęła” pogromami ludności żydowskiej. Pod koniec maja został zmuszony przez przeważające wojska bolszewickie do odwrotu na Polesie. Kilkakrotnie przeprowadzał rajdy wojskowe w okolice Czarnobyla, zajmując nawet przejściowo miasto. We wrześniu jego oddział dotarł pod zajęty przez wojska Białych gen. Antona I. Denikina Kijów, dokonując pacyfikacji dzielnicy Podole i pogromu ludności żydowskiej. Następnie zawarł „sojusz” z Siłami Zbrojnymi Południa Rosji, przemianowując swój oddział na 1 Powstańczą Armię Ukraińską. Osiągnął on liczebność ok. 2 tys. ludzi. Działał na odcinku frontu od Desny po Dniepr. W październiku wziął udział w odparciu ataku wojsk bolszewickich na Kijów. Ataman I. Struk został odznaczony Krzyżem Św. Jerzego 2 stopnia i mianowany pułkownikiem. W dalszym ciągu jego podkomendni prowadzili jednak grabieże wśród mieszkańców miasta za milczącym pozwoleniem dowództwa Białych. W grudniu Kijów został ostatecznie zdobyty przez wojska bolszewickie. Oddział atamana I. Struka wycofał się do Jelizawetgradu, odrzucając propozycję miejscowych dowódców „petlurowskich” przyłączenia się do powstańczego ruchu ukraińskiego. W poł. stycznia 1920 r. przybył do Odessy w liczbie ok. 3 tys. ludzi. Komendant miasta zdecydowanie zabronił mu jednak grabieży i pogromów. Po przekazaniu władzy w Odessie wojskom galicyjskim gen. Sokiry-Jachontowa na pocz. lutego tego roku, ataman I. Struk otrzymał zadanie obsadzenia zachodniego sektora obrony miasta. Wobec ewakuacji morskiej wojsk Białych i zawarciu porozumienia przez wojska galicyjskie z bolszewikami wyprowadził swój oddział do okolicznej wsi Bujałyk, przygotowując się do przerwania frontu i marszu na Wozniesiensk. Udało mu się przedostać nad Dniestr, gdzie był atakowany zarówno przez wojska bolszewickie, jak też rumuńskich pograniczników. W tej sytuacji przerwał się do Besarabii, a następnie powrócił na terytorium Rosji. W walkach udało mu się przedostać w rejon Wapniarki i Koziatyna. W maju 1920 r. ataman I. Struk zawarł porozumienie z Polakami, którzy od końca kwietnia nacierali w kierunku Kijowa. Po zajęciu miasta przez Wojsko Polskie otrzymał zadanie obsadzenia linii frontu w rejonie Czarnobyla. Z kolei dowództwo Armii Czynnej Ukraińskiej Republiki Ludowej poleciło mu przeprowadzenie mobilizacji miejscowej ludności. Jednocześnie oddział atamana I. Struka miał nie wchodzić do Kijowa. Żołnierze mieli zostać podporządkowani dowództwu 6 Ukraińskiej Brygady Strzeleckiej. Ataman I. Struk odmówił jednak wykonania rozkazu, zaś po zdobyciu Kijowa przez Armię Czerwoną w poł. czerwca wycofał się w kierunku Kowla. Po przejściu granicy z Polską powrócił na sowiecką Ukrainę na czele 180-osobowego oddziału partyzanckiego. Próbował on ponownie zając Czarnobyl, ale został odrzucony. Prowadził więc w okolicach działania partyzanckie przeciwko bolszewikom. Wiosną 1921 r. jego oddział po okresie zimy znowu się zaktywizował. Oprócz napadów na miasteczka i wsie Kijowszczyzny jego celem stały się też parowce i barki rzeczne pływające po Dnieprze. Jesienią 1921 r. próbował wesprzeć na Wołyniu wyprawę płk. Jurko Tiutunnyka. Na przełomie 1921/1922 r. nie przyjął zwierzchnictwa „petlurowskiego” atamana Mordalewycza, który dowodził Północnym Frontem Powstańczym. Próbował z kolei nawiązać kontakty z Ludowym Związkiem Obrony Ojczyzny i Wolności i braćmi Bułak-Bałachowiczami. Ostatni raz wzmianki o działaniach atamana I. Struka pojawiają się w październiku 1922 r. w związku z pogromem w wołości martynowskiej. W tym czasie jego oddział liczył zaledwie ok. 30-50 ludzi. Dalsze jego losy są nieznane. Prawdopodobnie osiedlił się w Polsce i zmienił nazwisko. Miał dożyć do 73 lat.